# Paulinus von Nola

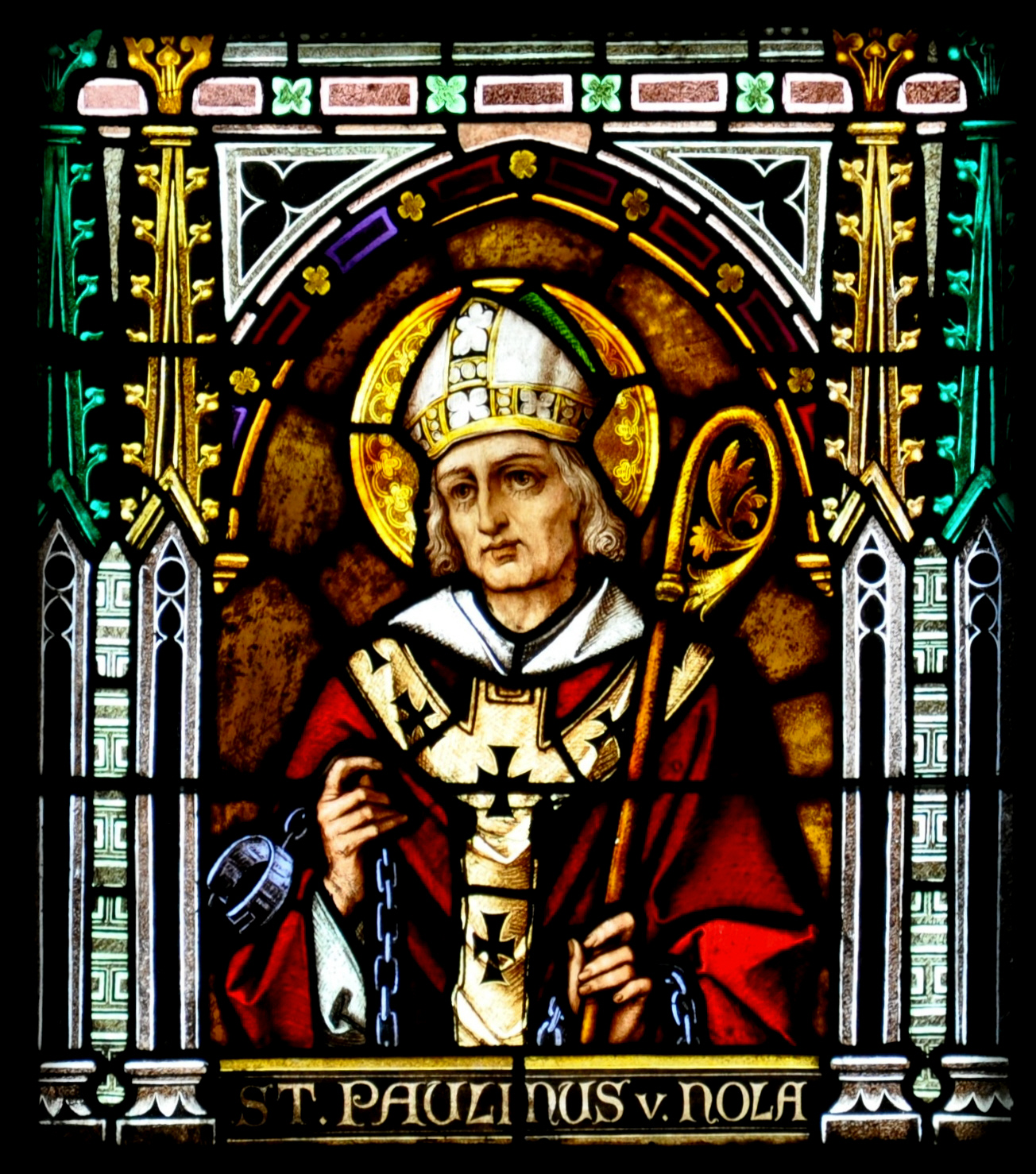
Paulinus von Nola als Patron der Glockengießer im Fenster „Glockenweihe“ im Linzer Dom

Pontius Meropius Anicius Paulinus oder Paulinus von Nola (* um 354 in Bordeaux; † 22. Juni 431 in Nola bei Neapel) war ein spätantiker Bischof und Schriftsteller.

## Leben
Paulinus stammte aus einer namhaften römischen senatorischen Familie mit Besitzungen in Aquitanien, im nördlichen Hispanien und in Süditalien. Er wurde in Burdigala, dem heutigen Bordeaux, vom Dichter Ausonius erzogen, der sein Freund wurde. Paulinus wurde Statthalter von Kampanien in Süditalien, kehrte aber bald nach Bordeaux zurück, als er sich ernsthaft dem Christentum zuwandte – in dieser Zeit war die Oberschicht in großen Teilen christlich, wenn auch nicht von strenger Observanz. Als sein einziges Kind, ein Sohn, jung starb, scheinen er und seine Frau Theresia sich vom weltlichen Leben zurückgezogen zu haben, ein Prozess, der mit einem Umzug von Bordeaux nach Barcino, dem heutigen Barcelona, um 390 begann.
Wie Augustinus von Hippo, der 391 gegen seinen Willen in Hippo Regius von einer mit Bischof Valerius kooperierenden Menge ordiniert wurde, wurde Paulinus um 395 zur Weihnachtszeit von einer Menge überredet, sich ordinieren zu lassen. Paulinus weigerte sich, in Barcelona zu bleiben, und zog mit seiner Frau nach Kampanien. Verheiratete Priester waren in der frühen Kirche nicht ungewöhnlich, doch die Interessen des Paulinus richteten sich auf das Mönchtum.
Er hatte bereits bei seinem ersten Aufenthalt in Kampanien eine Vorliebe für den Märtyrer Felix von Nola (4. Jahrhundert) entwickelt, und sie ließen sich nun in der Nähe seines Grabes in Cimitile nieder; Paulinus erneuerte das Heiligtum im Rahmen eines umfangreichen Bauprogramms. So etwa ließ er eine neue, monumentale Basilika errichten und das Areal um Gästehäuser für Pilger ergänzen. Jährlich schrieb er für den Gedenktag des Heiligen, wenn die Pilgerströme auf ihrem Höhepunkt waren, eine Hymne zu seinen Ehren, aus denen man die persönliche Beziehung zwischen Paulinus und seinem unsichtbaren Freund und himmlischen Advokaten erahnen kann.
Viele Briefe des Paulinus an seine Zeitgenossen, darunter Ausonius und Sulpicius Severus in Südgallien, Victricius von Rouen in Nordgallien, und Augustinus in Afrika, blieben erhalten. Paulinus könnte auch direkt für Augustinus’ Confessiones verantwortlich sein: Er schrieb an Alypius, Bischof von Thagaste und enger Freund von Augustinus, wobei er nach seiner Bekehrung fragte und wie er sein asketisches Leben begonnen habe. Alypius’ autobiographische Antwort ist nicht bekannt – Augustinus’ Antwort hingegen sind die Confessiones.
Um 410 wurde Paulinus zum Bischof von Nola gewählt. Wie eine zunehmende Zahl von Aristokraten des späten 4. und frühen 5. Jahrhunderts, die lieber dem Klerus beitraten, als die übliche Laufbahn im kaiserlichen Verwaltungsdienst einzuschlagen, spendete auch Paulinus einen großen Teil seines Vermögens für die von ihm gewählte Kirche und Stadt.
Seine für den heiligen Felix errichteten Gebäude sind durch die Literatur und archäologische Belege bekannt, insbesondere aus seinem langen Brief an Sulpicius Severus, in dem er das Arrangement der Gebäude und ihre Dekoration beschreibt, darin eingeschlossen eine detaillierte Schilderung der Mosaiken in der Apsis über dem Hauptaltar und eine lange Inschrift für die Wand unterhalb des Bildnisses. Indem er erläutert, wie er den Besuchern das Verständnis für das Bild über dem Altar nahebringen will, gibt Paulinus einen seltenen Einblick in die Absichten eines Kunstmäzens im spätrömischen Reich.

## Gedenktag
- evangelisch: 22. Juni im Evangelischen Namenkalender (als Ordensmann und Bischof)[1]
- römisch-katholisch: 22. Juni (als Heiliger)
- orthodox: 22. Juni und 23. Januar (als Heiliger)[2]
- armenisch: 8. September (als Heiliger)

## Textausgabe
- Pontius Meropius Paulinus: Epistulae – Briefe. Übersetzt und eingeleitet von Matthias Skeb (= Fontes Christiani. Band 25, Teilbände 1–3). Herder Verlag, Freiburg/Basel/Wien 1998, DNB 954719786.